# Louis V de Hesse-Darmstadt
Pour les articles homonymes, voir Louis V.
Louis V, surnommé « le Fidèle » (der Getreue), est né le 24 septembre 1577 à Darmstadt et mort le 27 juillet 1626 près de Rheinfels. Il est landgrave de Hesse-Darmstadt de 1596 à sa mort.

## Biographie
Louis V est le fils aîné de Georges Ier de Hesse-Darmstadt et de Madeleine de Lippe. Son règne est marqué par un long conflit avec Maurice de Hesse-Cassel.

## Mariage et descendance
Louis V se marie le 14 juin 1598 avec Madeleine (1582-1616), fille de l'électeur Jean II Georges de Brandebourg. Ils ont douze enfants :
- Élisabeth-Madeleine (1600-1624), épouse en 1618 le comte Louis-Frédéric de Montbéliard ;
- Anne-Éléonore (1601-1659), épouse en 1617 le duc Georges de Brunswick-Calenberg ;
- Marie (1602-1610) ;
- Sophie-Agnès (1604-1664), épouse en 1624 le duc Jean-Frédéric de Palatinat-Soulzbach-Hilpoltstein (1587 - 1644), fils de Philippe-Louis de Neubourg ;
- Georges II (1605-1661), landgrave de Hesse-Darmstadt ;
- Julienne de Hesse-Darmstadt (1606-1659), épouse en 1631 le comte Ulrich II de Frise orientale ;
- Amélie (1607-1627) ;
- Jean (1609-1651), landgrave de Hesse-Braubach ;
- Henri (1612-1629) ;
- Edwige (1613-1624) ;
- Louis (1614-1614) ;
- Frédéric (1616-1682), cardinal et évêque de Breslau.